# Bitva v Manilské zátoce

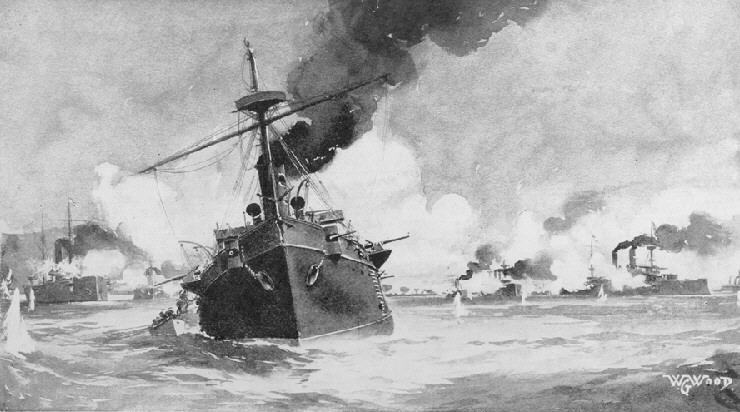
Bitva v Manilské zátoce, rytina z roku 1898

Bitva v Manilské zátoce (anglicky: Battle of Manila Bay; filipínsky: Labanan sa Look ng Maynila; španělsky: Batalla de Bahía de Manila), někdy zvaná též bitva u Cavite, byla námořní bitva, která se odehrála 1. května 1898 na začátku španělsko-americké války. Americká asijská eskadra pod velením George Deweyho zničila španělskou tichomořskou eskadru pod velením kontradmirála Patricia Montoja. Bitva se odehrála v Manilské zátoce na Filipínách a byla prvním velkým střetnutím španělsko-americké války. Byla jednou z nejrozhodnějších námořních bitev v historii a znamenala konec španělské koloniální nadvlády na Filipínách. Díky vynikající americké námořní dělostřelbě byla celá španělská flota potopena při minimálních amerických ztrátách (10 mrtvých). Když si Montojo uvědomil, že situace je beznadějná, nařídil i své zbývající křižníky potopit, aby nepadly do rukou Američanů. Bitva zůstává jednou z nejvýznamnějších námořních bitev v americké historii. Stala se navíc základem amerického vítězství v celé španělsko-americké válce a počátkem amerického renomé hlavní námořní mocnosti světa.